# Saint-Sauveur (Gironde)
Saint-Sauveur település Franciaországban, Gironde megyében. Lakosainak száma 1262 fő (2022. január 1.). Saint-Sauveur Pauillac, Cissac-Médoc és Saint-Laurent-Médoc községekkel határos.

## Népesség
A település népessége az elmúlt években az alábbi módon változott:
| Lakosok száma | 682  | 924  | 1137 | 1237 | 1297 | 1321 | 1312 | 1280 | 1265 | 1262 |
|               | 1968 | 1982 | 1990 | 2006 | 2013 | 2015 | 2017 | 2019 | 2020 | 2022 |